# Ли, Джейсон (актёр)
Джейсон Майкл Ли (англ. Jason Michael Lee; род. 25 апреля 1970, Ориндж) — американский актёр, фотограф и бывший профессиональный скейтбордист, сыгравший Эрла Хикки в комедийном телесериале «Меня зовут Эрл», за который он был номинирован на «Золотой глобус» в 2005 и 2006 годах как лучший актёр в музыкальном или комедийном телесериале, и Дуайта Хендрикса в «Мемфис Бит» (2010—2011).

## Ранние годы
Джейсон Ли родился 25 апреля 1970 года в Калифорнии. В детстве, как и многие подростки, Джейсон увлёкся скейтбордингом, в возрасте тринадцати лет начал выступать на соревнованиях, а к восемнадцати годам уже считался профессионалом, и был известен в спортивных кругах исполнением так называемого 360flip.
Примерно в этот же период Джейсон вместе с другом, Крисом Пастрасом, создает компанию по производству скейтбордов — Stereo Sound Agency.

## Карьера
В первой половине 1990-х годов начинающий актёр снялся в нескольких музыкальных клипах.
На экране Джейсон Ли впервые появился в коротком эпизоде в драме «Моя безумная жизнь» (1993), после чего последовало приглашение на более серьёзную роль в фильме Кевина Смита «Лоботрясы» (1995).
Однако по-настоящему известным актёр стал после участия в следующем фильме Смита — «В погоне за Эми», где его партнёром по площадке стал сам Бен Аффлек. Блестяще сыгранная роль привела к тому, что Джейсон Ли принял участие почти во всех фильмах Кевина Смита. Самыми коммерчески успешными из них являются комедии «Догма» (1999) и «Джей и молчаливый Боб наносят ответный удар» (2001).
В 2001 году Джейсон Ли получил роль в фильме Кэмерона Кроу «Ванильное небо», в котором сыграл друга главного героя. Съемки в окружении таких звезд как Том Круз, Пенелопа Крус, Камерон Диас не прошли даром — после этого фильма ему стали предлагать крупные роли.
Первая главная роль Джейсона досталась ему в фильме «Сердцеедки»: он играет романтичного владельца пляжного бара, который совершенно случайно встречается с юной аферисткой (Дженнифер Лав Хьюитт) и, вопреки всем правилам, влюбляется в эту неугомонную особу. Легкая комедия с незатейливым сюжетом была хорошо встречена как зрителями, так и кинокритиками. Причём, последние, в числе прочего, отметили и хорошую игру актёров.
В 2003 году Ли снялся в очередной роли первого плана, в экранизации романа Стивена Кинга «Ловец снов», а в 2005 году продюсеры телеканала NBC пригласили актёра на главную роль в новом комедийном сериале «Меня зовут Эрл». Сериал имел ошеломительный успех, а Джейсон Ли был номинирован на «Золотой глобус» как лучший актёр телесериала.

## Личная жизнь
В 1995 году Ли женился на актрисе и фотографе Кармен Ливелин; они развелись в 2001 году. По словам Ливелин, причиной их расставания стала причастность Ли к саентологии. Их отношениям пришёл конец, когда она рассказала менеджеру по талантам и саентологу Гэй Рибизи (матери актёра Джованни Рибизи), что прочла критичную по отношению к саентологии книгу «Кусочек синего неба». Два дня спустя после разговора с Рибизи, она получила от Ли письмо-разъединение, где была названа подавляющей личностью.
С 2001 по 2007 Ли состоял в отношениях с актрисой Бет Рисграф, с которой был обручён. У них есть сын, Пайлот Инспектор Ли (род. 28 сентября 2003).
С июля 2008 года Ли женат на Серен Алкак. У них есть четверо детей — дочери Каспер Элис Ли (род. 10 августа 2008), Альберта «Бёрди» Ли (род. 21 января 2017) и Идит Джеймс Ли (род. 2 апреля 2019), и сын Сонни Ли (род. 16 июля 2012).
По состоянию на 2016 год, Ли покинул церковь саентологии.

## Фильмография
| Год       |     | Русское название                               | Оригинальное название                   | Роль                            |
| --------- | --- | ---------------------------------------------- | --------------------------------------- | ------------------------------- |
| 1993      | ф   | Моя безумная жизнь                             | Mi Vida Loca                            | тинейджер, покупающий наркотики |
| 1995      | ф   | Лоботрясы                                      | Mallrats                                | Броуди                          |
| 1996      | тф  | Передышка                                      | Hiatus                                  | н/д                             |
| 1996      | ф   | Рисуя полёты                                   | Drawing Flies                           | Доннер                          |
| 1997      | ф   | В погоне за Эми                                | Chasing Amy                             | Бэнки Эдвардс                   |
| 1997      | тф  | Оружие массового уничтожения                   | Weapons of Mass Distraction             | Филлип Мессенджер               |
| 1997      | с   | Причуды науки                                  | Perversions of Science                  | пришелец Боб                    |
| 1997      | ф   | Место под солнцем                              | A Better Place                          | Деннис Пеппер                   |
| 1998      | ф   | Поцелуй понарошку                              | Kissing a Fool                          | Джей Мерфи                      |
| 1998      | ф   | Американская кухня                             | Cuisine américaine                      | Лорен Коллинс                   |
| 1998      | ф   | Враг государства                               | Enemy of the State                      | Дэниел Леон Завитз              |
| 1999      | ф   | Догма                                          | Dogma                                   | Азраил                          |
| 1999      | ф   | Доктор Мамфорд                                 | Mumford                                 | Скип Скиппертон                 |
| 2000      | ф   | Почти знаменит                                 | Almost Famous                           | Джефф Биб                       |
| 2001      | ф   | Сердцеедки                                     | Heartbreakers                           | Джек Уитроу                     |
| 2001      | ф   | Джей и Молчаливый Боб наносят ответный удар    | Jay and Silent Bob Strike Back          | Броуди / Бэнки Эдвардс          |
| 2001      | ф   | Ванильное небо                                 | Vanilla Sky                             | Брайан Шелби                    |
| 2002      | ф   | Большие неприятности                           | Big Trouble                             | Пагги                           |
| 2002      | ф   | Мой криминальный дядюшка                       | Stealing Harvard                        | Джон Пламмер                    |
| 2003      | ф   | Мальчишник                                     | A Guy Thing                             | Пол Коулмен                     |
| 2003      | ф   | Ловец снов                                     | Dreamcatcher                            | Джо «Бобёр» Кларенден           |
| 2003      | ф   | Две жизни Грея Эванса                          | I Love Your Work                        | Ларри Хортенс                   |
| 2004      | ф   | Девушка из Джерси                              | Jersey Girl                             | сотрудник пиар-агентства        |
| 2004      | в   | Корпоративный призрак                          | Corporate Ghost                         | скейтер                         |
| 2004      | мф  | Суперсемейка                                   | The Incredibles                         | Бадди Пайн / Синдром            |
| 2004      | ки  | —                                              | The Incredibles                         | Бадди Пайн / Синдром            |
| 2004      | ки  | —                                              | The Incredibles: When Danger Calls      | Бадди Пайн / Синдром            |
| 2005      | ф   | Баллада о Джеке и Роуз                         | The Ballad of Jack and Rose             | Грей                            |
| 2005      | ф   | Убийственная сексуальность                     | Drop Dead Sexy                          | Фрэнк                           |
| 2005      | мф  | Джек-Джек атакует                              | Jack-Jack Attack                        | Бадди Пайн / Синдром            |
| 2005—2009 | с   | Меня зовут Эрл                                 | My Name Is Earl                         | Эрл Хики                        |
| 2006      | ф   | Клерки 2                                       | Clerks II                               | Лэнс Даудс                      |
| 2006      | мф  | Дом-монстр                                     | Monster House                           | Мосол                           |
| 2006      | ки  | —                                              | Tony Hawk’s Project 8                   | в роли самого себя              |
| 2006—2016 | мс  | Американский папаша!                           | American Dad!                           | Сэм / офицер Бейс               |
| 2007      | ф   | Суперпёс                                       | Underdog                                | бигль Блеск / Суперпёс          |
| 2007      | ф   | Элвин и бурундуки                              | Alvin and the Chipmunks                 | Дейв Сэвилл                     |
| 2007      | с   | —                                              | Yacht Rock                              | Кевин Бейкон                    |
| 2007      | ки  | —                                              | Alvin and the Chipmunks                 | Дейв Сэвилл                     |
| 2009      | ф   | Элвин и бурундуки 2                            | Alvin and the Chipmunks: The Squeakquel | Дейв Сэвилл                     |
| 2010      | ф   | Двойной КОПец                                  | Cop Out                                 | Рой                             |
| 2010      | ки  | —                                              | Skate 3                                 | тренер Фрэнк                    |
| 2010—2011 | с   | Мемфис Бит                                     | Memphis Beat                            | детектив Дуайт Хендрикс         |
| 2010—2013 | с   | Воспитывая Хоуп                                | Raising Hope                            | Смоки Флойд                     |
| 2011      | ф   | Элвин и бурундуки 3                            | Alvin and the Chipmunks: Chipwrecked    | Дейв Сэвилл                     |
| 2011      | тф  | —                                              | Shredd                                  | Джон Джонсенсон                 |
| 2011—2012 | с   | Всю ночь напролёт                              | Up All Night                            | Кевин                           |
| 2012      | мф  | Ноев ковчег: Новое начало                      | Noah                                    | Иафет                           |
| 2012      | ф   | Замкнутый круг                                 | Columbus Circle                         | Чарльз Стэнфорд                 |
| 2013      | с   | Мужики за работой                              | Men at Work                             | Донни                           |
| 2013      | ки  | —                                              | Disney Infinity                         | Бадди Пайн / Синдром            |
| 2013      | тф  | —                                              | Second Sight                            | Росс Таннер                     |
| 2014      | ф   | Плохое поведение                               | Behaving Badly                          | отец Краминс                    |
| 2014      | ки  | —                                              | Disney Infinity: Marvel Super Heroes    | Бадди Пайн / Синдром            |
| 2014      | ф   | Скажи                                          | Tell                                    | Рэй                             |
| 2015      | тф  | Приподнятый                                    | Cocked                                  | Грейди Пэкстон                  |
| 2015      | тф  | За закатом рассвет                             | Away and Back                           | Джек Питерсон                   |
| 2015      | ф   | Славный малый Смит                             | Good Ol’ Boy                            | Бутч Браннер                    |
| 2015      | ки  | —                                              | Disney Infinity 3.0                     | Бадди Пайн / Синдром            |
| 2015      | ф   | Элвин и бурундуки: Грандиозное бурундуключение | Alvin and the Chipmunks: The Road Chip  | Дейв Сэвилл                     |
| 2015—2019 | мс  | Вся правда о медведях                          | We Bare Bears                           | Чарли                           |
| 2016      | кор | —                                              | What Goes Around Comes Around           | Кенни                           |
| 2018      | ки  | —                                              | Lego The Incredibles                    | Бадди Пайн / Синдром            |
| 2019      | ф   | Джей и Молчаливый Боб: Перезагрузка            | Jay and Silent Bob Reboot               | Броуди                          |
| 2024      | ф   | Сеанс в 16:30                                  | The 4:30 Movie                          | папа Брайана                    |